# The Emancipation of Mimi
The Emancipation of Mimi släpptes den 4 april 2005 och är studioalbum nummer nio av Mariah Carey. Med på albumet medverkar även R&B-artisterna Snoop Dogg (låt 5), Jermaine Dupri (låt7), Twista (låt 8) samt Nelly (låt 12).
Bland de låtar som har gått bra på listorna kan nämnas It's like that, We belong together, Get your number och Don't forget about us. Låtarna We belong together och Don't forget about us har legat på den amerikanska Billboard-listans första plats.

## Låtlista
1. It's Like That
2. We Belong Together * 1
3. Shake It Off
4. Mine Again
5. Say Somethin
6. Stay the Night
7. Get Your Number
8. Circles
9. Your Girl
10. I Wish You Knew
11. To the Floor
12. Joy Ride
13. Fly Like a Bird

På andra utgåvan av The Emancipation Of Mimi är det 4 extra låtar
1. Don't forget about us * 1
2. Makin' it last all night
3. So lonely (pt 2)
4. We belong togheter (remix)